# Rodzina Leśniewskich
Rodzina Leśniewskich – polski miniserial telewizyjny z 1978 oraz zrealizowany z jego materiałów film kinowy, zaliczany do klasyki rodzimej kinematografii dziecięcej.
Podstawą scenariusza była książka Nie głaskać kota pod włos autorstwa Krystyny Boglar. Treść stanowią codzienne perypetie sześcioosobowej warszawskiej rodziny.
Ekranizacje zyskały duże uznanie widzów, jak również zdobyły kilka nagród i wyróżnień, m.in. Nagrody Prezesa Rady Ministrów oraz Brązowe Koziołki na festiwalu Ale Kino! w Poznaniu. Wytwórnią, która zajęła się produkcją, był Zespół Filmowy Kadr.

## Obsada
- Krystyna Sienkiewicz – mama Jadwiga Leśniewska
- Krzysztof Kowalewski – tata Andrzej Leśniewski
- Agata Młynarska – Agnieszka Leśniewska
- Maciej Strojny – Leszek Leśniewski
- Magdalena Scholl – Beata Leśniewska (Bąbel #1)
- Tomasz Brzeziński – Paweł Leśniewski (Bąbel #2)

### W pozostałych rolach
- Lucyna Brusikiewicz – Agata
- Witold Dederko – sąsiad Leśniewskich
- Jan Himilsbach – 4 role: tragarz z firmy przeprowadzkowej; beduin z wielbłądem; św. Mikołaj, portier na uniwersytecie
- Tomasz Jarosiński – Blondas, kolega Leszka
- Tomasz Karwatka – Jaś
- Tadeusz Kwinta – cyrkowiec „Dziwny”, sąsiad Leśniewskich
- Maciej Łęski – Grzesiek
- Wanda Majerówna – ciocia Tosia
- Józef Pieracki – pan Arkadiusz, sąsiad Leśniewskich
- Bogusław Sochnacki – pan Kowalski, sąsiad Leśniewskich
- Krystyna Tesarz – pani Kowalska, sąsiadka Leśniewskich
- Wojciech Turowski – dozorca
- Anna Wójcik – Marysia
- Michał Zabłocki – Krzysiek, kolega Leszka
- Zygmunt Zintel – pan Aleksander, sąsiad Leśniewskich

### Gościnnie
- Bogdan Baer – profesor Skubiszewski
- Bronisław Baraniecki – operator filmu
- Stanisław Bareja – reżyser filmu Dobranocka
- Barbara Dębińska – nauczycielka W-F
- Andrzej Fedorowicz – asystent reżysera
- Andrzej Herder – aktor
- Alina Janowska – pani psycholog
- Kazimierz Kaczor – pilot Idziak
- Krzysztof Litwin – asystent profesora Skubiszewskiego
- Wojciech Młynarski – kierowca podobny do Wojciecha Młynarskiego
- Lech Ordon – aktor grający Marszałka
- Ryszard Pracz – pan Karol
- Andrzej Przyłubski – dziennikarz przeprowadzający sondę
- Wojciech Siemion – profesor Zbigniew Radosz
- Katarzyna Siewierska – Kasia, koleżanka Agnieszki
- Gabriela Star-Tyszkiewicz – pani Gaba, kostiumograf na planie filmu
- Kazimierz Wichniarz – aktor grający Króla
- Ewa Zalewska – Jola, artystka cyrkowa
- Marek Zurn – instruktor narciarski
- a także: Barbara Dzido-Lelińska, Krystyna Froelich, Adam Koman, Leszek Kubacki, Bogdan Łysakowski, Jolanta Olcha, K. Koterbski, B. Kulińska, M. Szewczyk